# Weiss Manfréd

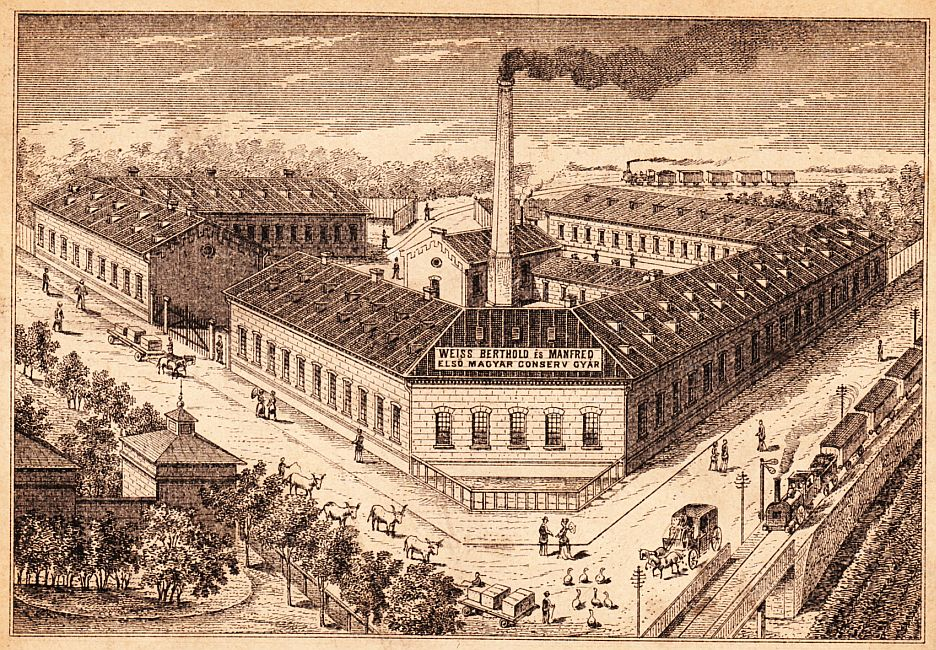
A „Weiss Berthold és Manfréd Első Magyar Conserv gyár” látképe (1880)

Báró csepeli Weiss Manfréd (Pest, 1857. április 11. – Budapest, Terézváros, 1922. december 25.) nagyiparos, a Weiss Manfréd Acél- és Fémművek alapítója.

## Életútja
Nagyapja, Baruch Weiss, a falusi pipakészítő izraelita kisiparos feltehetően Csehországból érkezett hazánkba, de gyermekei a családot hamarosan ismertté tették Magyarországon. Az apa, Weiss B. Adolf 1807-ben született, és hatgyerekes családot nevelt fel, felesége Kanitz Éva volt. Manfréd a család legfiatalabb tagjaként jött világra 1857. április 11-én, Pesten.
A kereskedelmi akadémia elvégzése után Hamburgba került, ahol egy gyarmatáru-nagykereskedésben töltötte négy inasévét. Azután a kereskedőház cégvezetője lett, s csak apja egyre súlyosbodó betegsége miatt tért haza 1877-ben.
Miután apja még ugyanabban az évben meghalt, Manfréd bátyja, Weiss Berthold üzleti tevékenységébe kapcsolódott be, aki közben már sikeresen üzletelt, a terménykereskedésben önállósult, szépen gyarapítva a család vagyonát. A budai Királyi Gőzmalom alapító részvényesei közé is feliratkozott. A két fivér most összefogott és engedélyt kért „szelencében eltartható” húskonzervek készítésére. Az 1882. december 28-án kapott engedély alapján alakult meg Weiss Berthold és Manfréd „Első Magyar Conserv Gyára” a Lövölde téren.
A testvérek a konzervüzemet fokozatosan bővítették, majd áthelyezték a Közvágóhíd közelébe, a Máriássy utcába, ahol főleg a hadsereg megrendelésére gyártottak Globus márkanéven húskészítményeket, az idénymunka szabad kapacitását pedig gyalogsági töltények szétszerelésével és újratöltésével hidalták át. Később, a növekvő konzervigényre való tekintettel, a csomagoláshoz szükséges bádogdobozok gyártását is programba vették, ami által már a vasipari tevékenységre is áttértek. 
A két testvér vagyonát házasság útján is növelte. Berthold egyik ausztriai üzletfelének lányát vette feleségül, jelentős vagyonnal, Manfréd pedig, miután feleségül vette 1884-ben a szintén izraelita vallású Albert von Wahl vasúti vezérigazgató Alice von Wahl (1865–1904) nevű lányát, kapcsolatait szélesítette. A vagyonosodás új gyárak alapítását tette lehetővé; Weissék közreműködésével létrejött Vácott, Iglón és Selmecbányán az Első Magyar Szövő- és Kötőgyár Rt. A legnagyobb hasznot azonban a hadi rendelések hozták, az erzsébetfalvi telepen a rendszeresített húsáruk készítése mellett túlsúlyba került a töltényhüvelyek és lövedékek gyártása. A Weiss testvérek a hadseregnek egyre többféle árut szállítottak.

### Csepel
Egy váratlan esemény azonban fordulatot hozott a vállalkozás életében. 1890-ben tölténygyártás közben a húsáru üzemben súlyos baleset történt, robbanás volt az üzem területén. Ettől kezdve a hatóság nem engedélyezte tovább a konzervgyárban a töltények tűz- és robbanásveszélyes élesítését. Ez kényszerítette a tulajdonosokat arra, hogy a gyárat egy lakatlan területre helyezzék át, amely azonban a konzervgyártól se legyen távol. Így esett a választás Csepelre. Gyárukat 1892-ben költöztették át a szigetre. Amikor a Weiss testvérek Csepelen megvetették lábukat, már jelentős tőkeerőre támaszkodhattak, és a jövőre való kilátásaik is kitűnőek voltak. Már beépültek több bankba és vállalatba, több kedvezmény formájában is élvezték a kormány támogatását, jó kapcsolatokat építettek ki a külfölddel, különösen pedig a hadsereggel. Üzleti kapcsolataik révén bekerülhettek az ország és a Monarchia legfelsőbb köreibe.
Amikor a két Weiss testvér megalapította, és üzembe helyezte a gyárat, Csepel még álmos falu volt. A sziget egy nagy részét az 1880-as években Prückler László pesti pezsgőgyáros bérelt vadászterületet, amelyen fogoly és nyúl állományt tartott. Csepel paraszti jellege csak akkor kezdett rohamosan megváltozni, amikor felépült Weiss Manfréd első üzeme a sziget északi részén. A sziget mezőgazdasági munkásai örömmel vállaltak munkát az előnyös munkafeltételeket biztosító iparban.
Berthold és Manfréd 1892. december 12-én vette bérbe Csepel községtől a homokos, úgynevezett János-legelőt. Mintegy öt hold területen, kis favázas épületekben indult meg a termelés, kb. 30–40 férfi és 100–110 nő foglalkoztatásával. 1893. január 12-én kapták meg a vállalkozók az engedélyt ipartelep létesítésére. Üzemük rohamosan fejlődött, ezért az addig csak bérelt területet 1896-ban megvásárolták. Ekkor már 20 épület állt a területen és kb. 400 munkás foglalkozott a töltényhüvelyek felújításával és szerelésével. Jelentős fordulatnak kell tekinteni, hogy 1896-ban Berthold kivált a cégből, bejutott a parlamentbe, és a Textilgyárak Országos Egyesületének elnöke lett. A gyárat így az év végétől Weiss Manfréd egyedül vezette. 

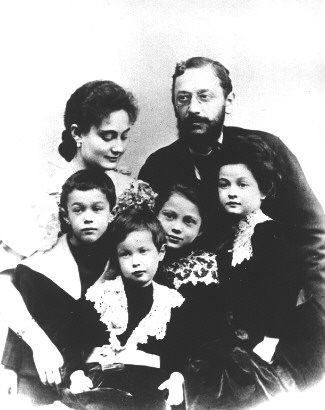
Weiss Manfréd, felesége, Wahl Alice és gyermekeik: Elza, Marianne, Jenő, Alfonz; 1893 körül

1896–1914 között a gyár az ország legnagyobb hadiüzemévé fejlődött. A családi-katonai kapcsolatok, a biztosnak látszó felvevőpiac elősegítették a gyár rohamos fejlődését. Ugrásszerűen megnőtt a gyalogsági lőszer termelése, és egyértelmű lett, hogy a Weiss-gyár a közös hadsereg legjelentősebb magánszállítója, egyúttal a legnagyobb egyéni tulajdonban lévő gyártelep.
Egymás után épültek az új csarnokai. 1896-ban a lőszergyártáshoz szükséges rezet már saját rézkohászati üzemében állítja elő, 1898–99-ben létesült a kovácsműhely, az anyagvizsgáló, a víztorony, a kazánház és nagyon sok raktárépület.
1901-től kezdte gyártani a tábori sütőkemencéket, mozgókonyhákat, főzőládákat és hasonló katonai felszereléseket. 1904-től a csepeli gyár lett az anyavállalat, a kereskedelmi iroda is Csepelre került.
1907 őszére elkészült a fémcső- és fémrúdtelep, majd 1909 nyarán üzembe állt a járműgyár is. Az 1911–12-es évek újabb nagy fejlődést hoztak. A nagy mennyiségű acélfelhasználás saját acélbázis megteremtésére késztette a céget. Két martinkemencével felépült az acélmű, mely naponta biztosította az acélt a tüzérségi lövedékek számára. Hengersorokat is állítottak az acél feldolgozására. A vasöntvénykereslet növekedése indokolta a vasöntöde létesítését és ugyancsak még a háború előtt épült ki a fémmű is, fémöntödéjével és fémfeldolgozó részlegével.
1913-ban Manfréd megvásárolta a Károlyi-kastélyt Derekegyházán.

### A világháború
1914-ben kitört az első világháború. Weiss Manfréd tudta, hogy számára most jött el az igazi nagy lehetőség, s mivel nyárra a gyár méreteivel már túlnőtt az egyéni vállalkozás lehetőségein, azt családi részvénytársasággá alakította át. A katonaság most már nemcsak ellátta rendeléseivel, de nyomást is gyakorolt rá a teljesítmény növelése érdekében. Weiss Manfréd ekkor bevezette a háromműszakos munkarendet és berendezkedett a szerszámgépek gyártására is.
Újabb Martin-kemencével bővítette az acélművet és 1916-ban felállította a nemesacélok gyártásához első elektrokemencéjét. A háború közepén érte el a csepeli gyár első csúcsforgalmát. Weiss Manfréd vagyona óriásira duzzadt, a Generál Biztosító 1917-ben közel 100 millió koronára becsülte a csepeli gyár értékét. 
A háborút megelőző és a háborús években épülnek ki Csepel kulturális és szociális létesítményei, anyagvizsgáló laboratórium, tervezőiroda, tanoncműhely és kaszinó létesül. A gyárban segélyhelyet is felállítanak. A gyárral együtt fejlődött a település, a gyár mellé csecsemőotthon épült. Közben elkészült az Erzsébetfalva-Csepel közötti helyi érdekű villamos, megépült a gyárba vezető iparvágány, Csepel község lakóinak száma pedig 1910-re megközelítette a 10 ezer főt.
1919-ben a Tanácsköztársaság idején államosították a gyárat. Weiss Manfréd öngyilkosságot kísérelt meg, hisz gyára volt az élete. Mérget vett be, s csak a gyors orvosi beavatkozásnak köszönhetően élte túl a kísérletet. A család, gyógyulása érdekében Bécsbe vitte, ahonnan 1920-ban a helyzet stabilizálódása után tért haza. 
Weiss Manfréd 1922-ben bekövetkezett halála után vagyona nyolc részre oszlott, de változatlanul közös kezelésben maradt.
A Salgótarjáni utcai zsidó temetőben álló családi mauzóleumot Weiss Manfréd születésének 161. évfordulójára, 2018-ban újította fel a Nemzeti Örökség Intézete.

## Sikerek, elismerések
A háború előtti és alatti években Weiss Manfréd is, gyára is számos elismerésben és kitüntetésben részesült. 1905-től igazgatósági tagja a Pesti Magyar Kereskedelmi Banknak, egyik kezdeményezője, majd igazgatósági tagja a Gyáriparosok Országos Szövetségének (a GYOSZ-nak), tagja az ún. „Ipartanácsnak” és beépült az Osztrák-Magyar Államvasút Társaság Igazgatóságába is. Bekebelezte a kecskeméti konzervgyárat és belépett néhány textilüzembe.
1896. augusztus 8-án Weisz Manfréd budapesti gyárosnak I. Ferenc József magyar király nemességet és csepeli nemesi előnevet adományozott. 1901-ben a párizsi világkiállításon elért sikereiért megkapta a Vaskoronarendet, a nagymérvű hadfelszerelés érdekében kifejtett tevékenységének elismeréseként a Ferenc József-rend középkeresztjét, 1915-ben lett felsőházi tag, és 1918. szeptember 16-án pedig IV. Károly magyar király Weisz Manfrédnek az Osztrák–Magyar Monarchia egyik legnagyobb hadianyag-szállítójaként szerzett érdemeiért bárói címet adományozott.

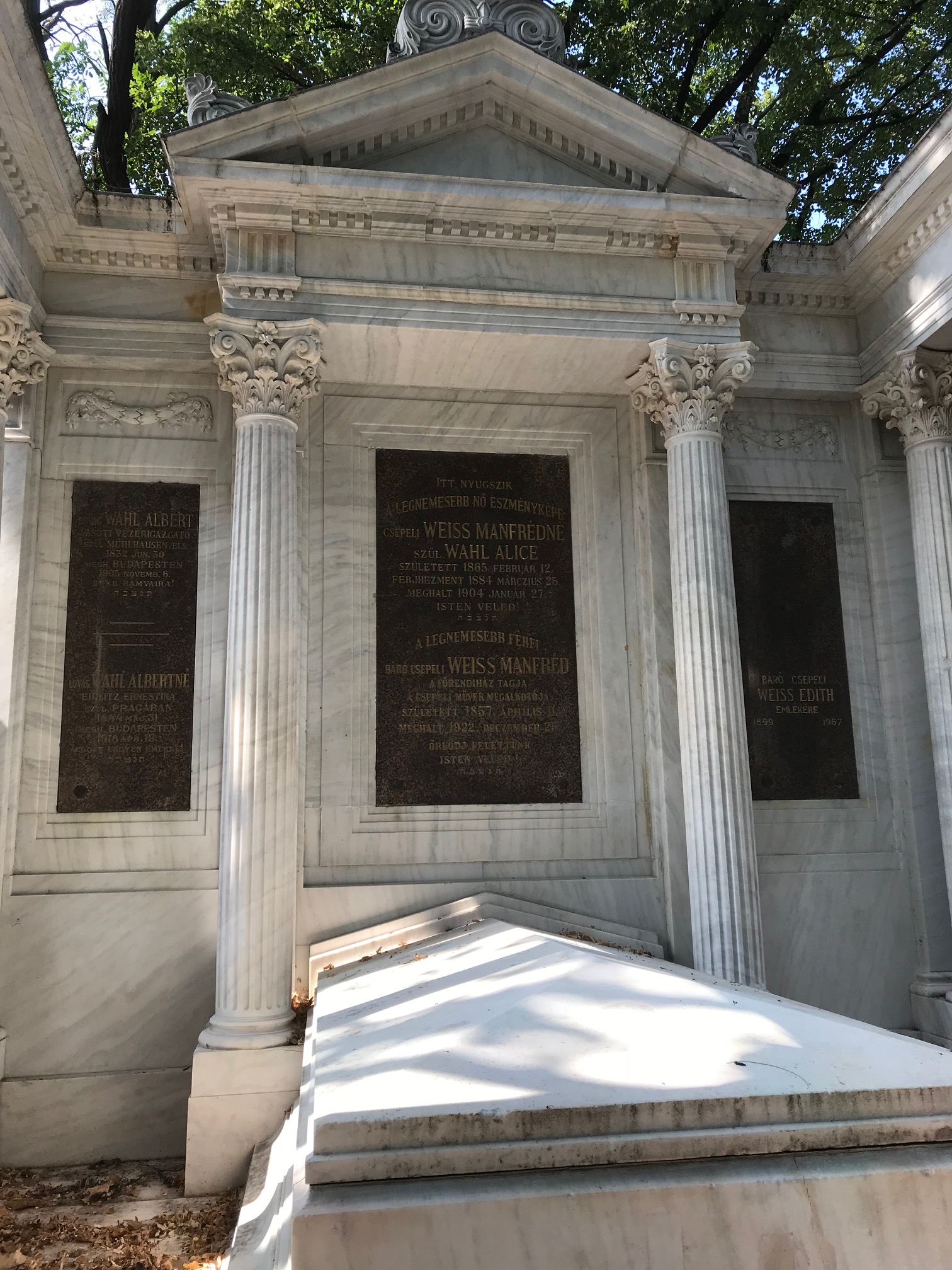
A Weiss család síremléke a Salgótarjáni utcai zsidó temetőben, 2018-ban. (B-Kriptasor-14.) Tervezte: Kármán Géza Aladár és Ullmann Gyula